# Filipendula rubra
Filipendula rubra là loài thực vật có hoa trong họ Hoa hồng. Loài này được (Hill) B.L. Rob. mô tả khoa học đầu tiên năm 1906.

## Hình ảnh

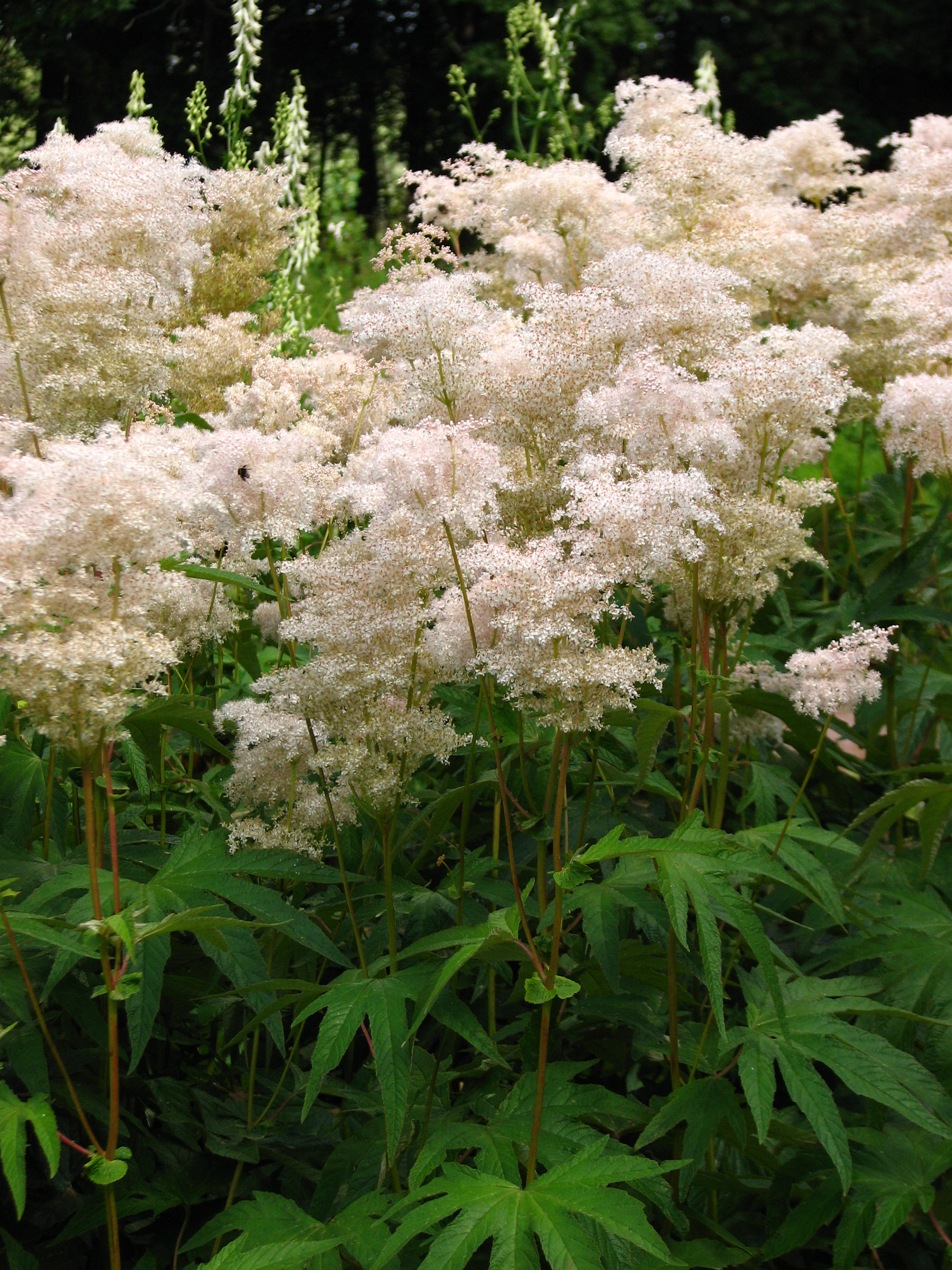
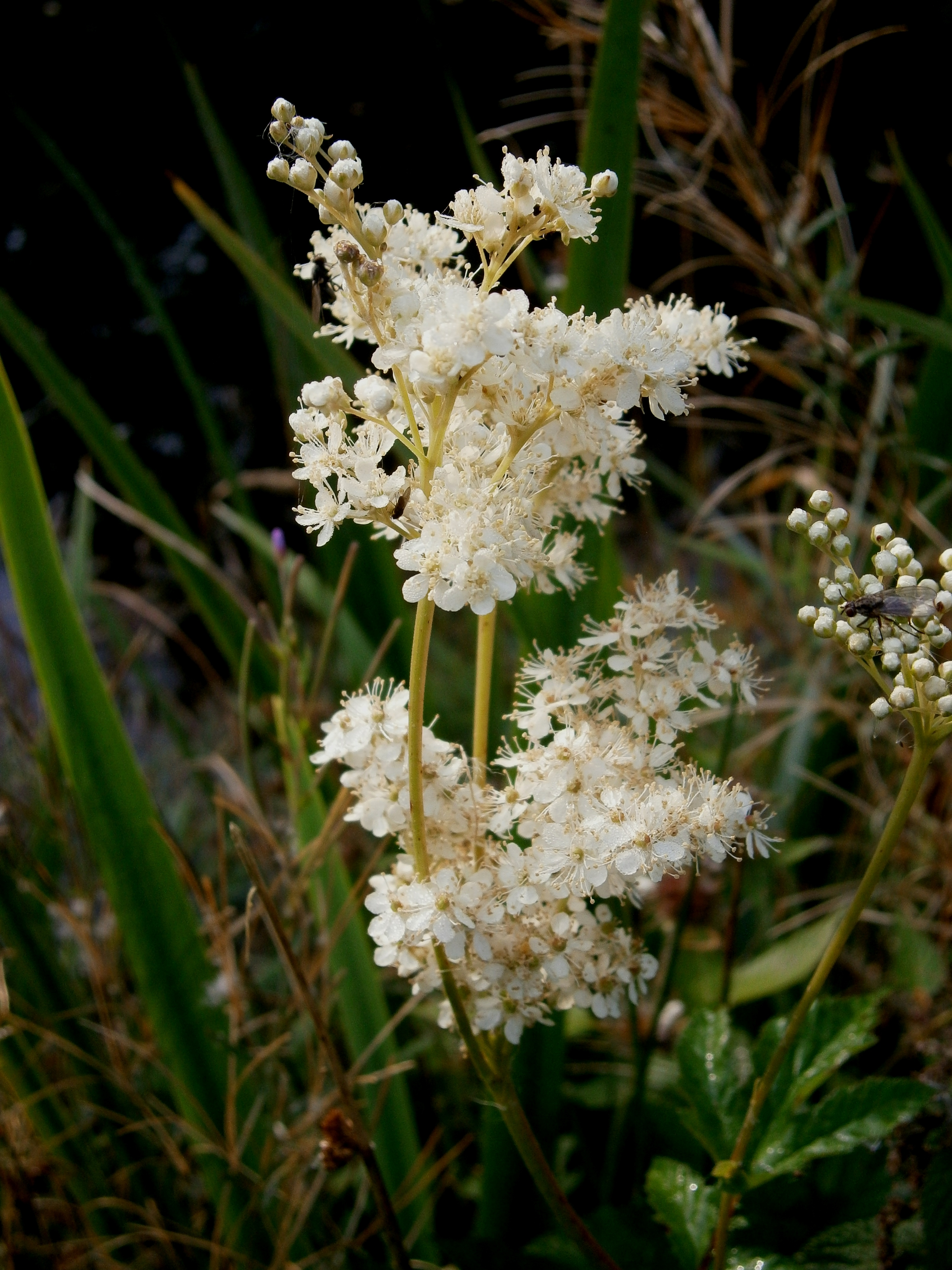
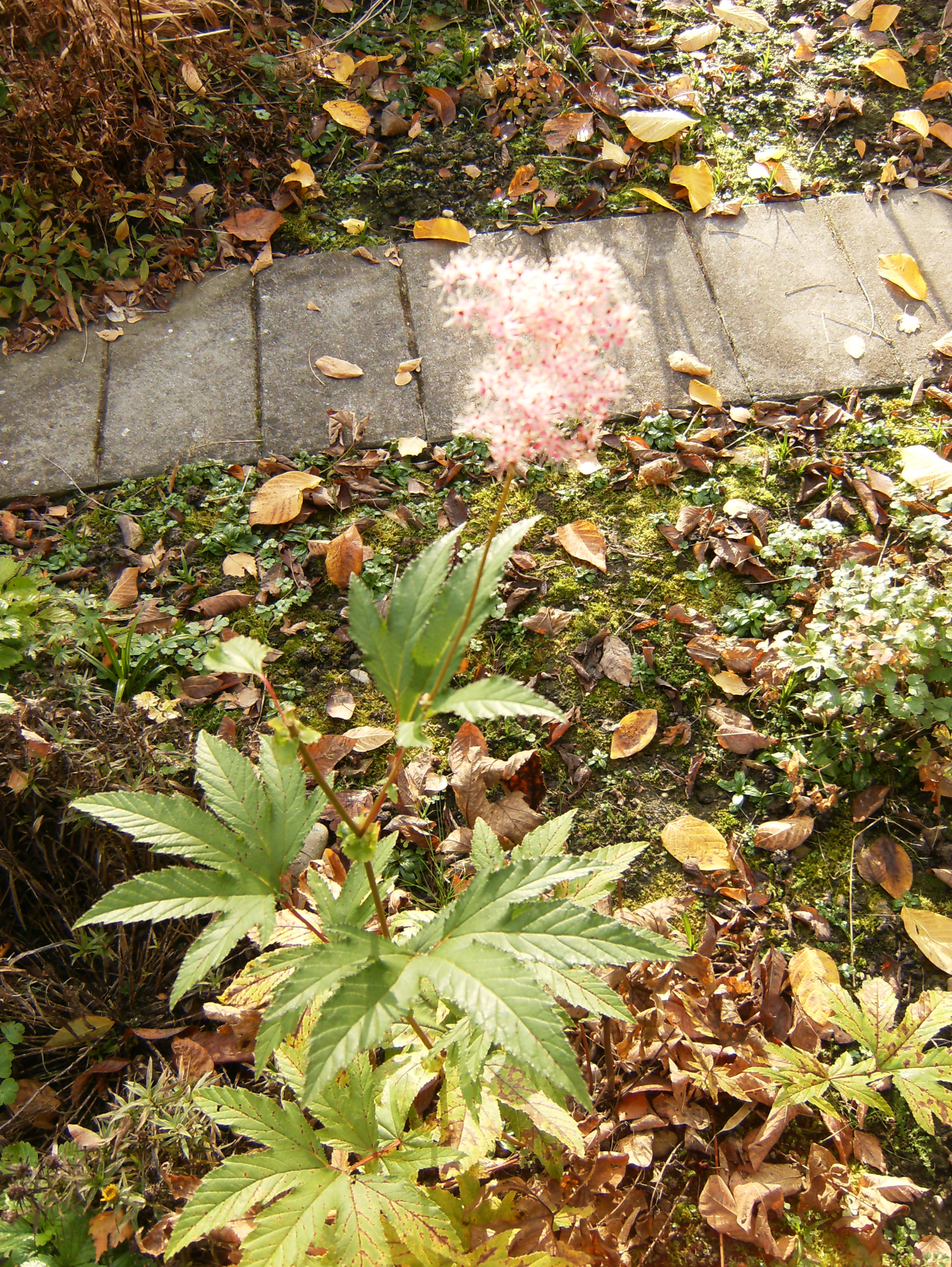